# ادلفیا
ادلفیا (به ایتالیایی: Adelfia) یک سکونتگاه مسکونی در ایتالیا است که در استان باری واقع شده‌است.

## خصوصیات
ادلفیا ۲۹ کیلومترمربع مساحت و ۱۶٬۸۲۴ نفر جمعیت دارد و ۱۵۴ متر بالاتر از سطح دریا واقع شده‌است.